# Gerard I van Gelre
Gerard I van Gelre of Gerard IV Flamens, de Lange genoemd, (ca. 1060 - voor 8 augustus 1129) is de vierde Flamens uit het huis Wassenberg, dat in 1371 in mannelijke lijn uitstierf. Hij was de achterkleinzoon van de stamvader van het huis Wassenberg, Gerard I Flamens.

## Geschiedenis
Gerard was een zoon van graaf Gerard III Flamens die ca. 1076 overleed, toen Gerard en zijn broer Hendrik van Kriekenbeek nog minderjarig waren. Hij werd opgevoed door zijn oom Dirk 'van de Veluwe', die zelf bezittingen had in de zuidoostelijke Veluwe, en die tevens het beheer op zich nam over de grafelijke rechten die op Gerard vererfd waren.
Gerard was heer van Wassenberg van 1085 - 1129. In 1096 werd hij, als Gerard I, ook graaf van Gelre. Hij werd in 1096 ook als landgraaf geattesteerd in een keizerlijke oorkonde: MGH Diplomata Henrici IV nr. 459: Gerardus lantgrave, waarschijnlijk met betrekking tot een rijksleen in de Teisterbant. Daarnaast was hij voogd van Erkelenz, Roermond en Utrecht. Gerard was een van de machtigste edelen van Neder-Lotharingen en probeerde zijn bezit vooral ten koste van de bisschop van Utrecht te vergroten. Dit leidde tot conflicten met Utrecht maar ook met de aartsbisschop van Keulen en de graven van Holland. Op rijksniveau was Gerard een trouw bondgenoot van Hendrik IV (keizer). Samen met zijn neef/broer Gosewijn I van Valkenburg dwong hij de benoeming van Hendriks kandidaat af, als abt van Sint-Truiden. Van Gerard is ook de 'schenking' van de kerk van Echt  bekend aan het kapittel van Sint-Servaas te Maastricht, hoewel dat kapittel zich de rechtmatige eigenaar van die kerk waande.

## Huwelijk en kinderen
Van de eerste echtgenote van Gerard is alleen bekend dat ze gravin Sophia heette. Hij hertrouwde met de weduwe van Koenraad I van Luxemburg, Clementia van Poitiers of Clementia van Gleiberg. Gerard kreeg onder anderen de volgende kinderen:
- Judith (†1151), ook Jutta genaamd. vóór 1105 gehuwd met Walram I Paganus van Limburg (1085-1139), zij bracht als bruidsschat de allodiale goederen en de heerlijkheid Wassenberg in, die of bij overlijden van haar vader in 1129, of bij overlijden van haar broer in 1131/33 in bezit van de Limburgse hertogen kwamen.[4]
- Yolanda van Gelre (ca. 1088 - 21 juni 1164/67), in 1106 of 1107 gehuwd met graaf Boudewijn III van Henegouwen († 1120), als bruidsschat bracht zij allodia bij Dooderwaard en Dalen in. Zij sloot een tweede huwelijk met burggraaf Godfried van Valenciennes
- Gerard II  (ca. 1090 - 1131/33)

| | | | | | |  |  | | | | | | |  |  |  |  | | | | | | | Mogelijk Rodger vm. 960, 983 NN van Kamerijk |  |  |  |                                                 |                                                 |                                                                                       |                                                                                       |                                                                                       |                                                                                       |                                                                                       |                                                                                       |  |  |  |  |  |  |  |  |  |  |  |  |  |  |  |  |  |  |  |  |
| | | | | | |  |  | | | | | | |  |  |  |  | | | | | | |                                              |  |  |  |                                                 |                                                 |                                                                                       |                                                                                       |                                                                                       |                                                                                       |                                                                                       |                                                                                       |  |  |  |  |  |  |  |  |  |  |  |  |  |  |  |  |  |  |  |  |
| | | | | | |  |  | | | | | | |  |  |  |  | | | | | | |                                              |  |  |  |                                                 |                                                 |                                                                                       |                                                                                       |                                                                                       |                                                                                       |                                                                                       |                                                                                       |  |  |  |  |  |  |  |  |  |  |  |  |  |  |  |  |  |  |  |  |
| | | | | | |  |  | | | | | | |  |  |  |  | Gerard I Flamens ca 970 - na 1042 NN ook gen. Gerard Flamens afkomstig van Antoing bij Doornik Heer van Wassenberg verm. 1033 als getuige verm. 1042 als getuige stamvader van de graven van Gelre | Gerard I Flamens ca 970 - na 1042 NN ook gen. Gerard Flamens afkomstig van Antoing bij Doornik Heer van Wassenberg verm. 1033 als getuige verm. 1042 als getuige stamvader van de graven van Gelre | Gerard I Flamens ca 970 - na 1042 NN ook gen. Gerard Flamens afkomstig van Antoing bij Doornik Heer van Wassenberg verm. 1033 als getuige verm. 1042 als getuige stamvader van de graven van Gelre | Gerard I Flamens ca 970 - na 1042 NN ook gen. Gerard Flamens afkomstig van Antoing bij Doornik Heer van Wassenberg verm. 1033 als getuige verm. 1042 als getuige stamvader van de graven van Gelre | Gerard I Flamens ca 970 - na 1042 NN ook gen. Gerard Flamens afkomstig van Antoing bij Doornik Heer van Wassenberg verm. 1033 als getuige verm. 1042 als getuige stamvader van de graven van Gelre | Gerard I Flamens ca 970 - na 1042 NN ook gen. Gerard Flamens afkomstig van Antoing bij Doornik Heer van Wassenberg verm. 1033 als getuige verm. 1042 als getuige stamvader van de graven van Gelre |                                              |  |  |  |                                                 |                                                 | Rutger I van Kleef ca. 980 - 1050 NN Heer van Kleef stamvader van de graven van Kleef | Rutger I van Kleef ca. 980 - 1050 NN Heer van Kleef stamvader van de graven van Kleef | Rutger I van Kleef ca. 980 - 1050 NN Heer van Kleef stamvader van de graven van Kleef | Rutger I van Kleef ca. 980 - 1050 NN Heer van Kleef stamvader van de graven van Kleef | Rutger I van Kleef ca. 980 - 1050 NN Heer van Kleef stamvader van de graven van Kleef | Rutger I van Kleef ca. 980 - 1050 NN Heer van Kleef stamvader van de graven van Kleef |  |  |  |  |  |  |  |  |  |  |  |  |  |  |  |  |  |  |  |  |
| | | | | | |  |  | | | | | | |  |  |  |  | Gerard I Flamens ca 970 - na 1042 NN ook gen. Gerard Flamens afkomstig van Antoing bij Doornik Heer van Wassenberg verm. 1033 als getuige verm. 1042 als getuige stamvader van de graven van Gelre | Gerard I Flamens ca 970 - na 1042 NN ook gen. Gerard Flamens afkomstig van Antoing bij Doornik Heer van Wassenberg verm. 1033 als getuige verm. 1042 als getuige stamvader van de graven van Gelre | Gerard I Flamens ca 970 - na 1042 NN ook gen. Gerard Flamens afkomstig van Antoing bij Doornik Heer van Wassenberg verm. 1033 als getuige verm. 1042 als getuige stamvader van de graven van Gelre | Gerard I Flamens ca 970 - na 1042 NN ook gen. Gerard Flamens afkomstig van Antoing bij Doornik Heer van Wassenberg verm. 1033 als getuige verm. 1042 als getuige stamvader van de graven van Gelre | Gerard I Flamens ca 970 - na 1042 NN ook gen. Gerard Flamens afkomstig van Antoing bij Doornik Heer van Wassenberg verm. 1033 als getuige verm. 1042 als getuige stamvader van de graven van Gelre | Gerard I Flamens ca 970 - na 1042 NN ook gen. Gerard Flamens afkomstig van Antoing bij Doornik Heer van Wassenberg verm. 1033 als getuige verm. 1042 als getuige stamvader van de graven van Gelre |                                              |  |  |  |                                                 |                                                 | Rutger I van Kleef ca. 980 - 1050 NN Heer van Kleef stamvader van de graven van Kleef | Rutger I van Kleef ca. 980 - 1050 NN Heer van Kleef stamvader van de graven van Kleef | Rutger I van Kleef ca. 980 - 1050 NN Heer van Kleef stamvader van de graven van Kleef | Rutger I van Kleef ca. 980 - 1050 NN Heer van Kleef stamvader van de graven van Kleef | Rutger I van Kleef ca. 980 - 1050 NN Heer van Kleef stamvader van de graven van Kleef | Rutger I van Kleef ca. 980 - 1050 NN Heer van Kleef stamvader van de graven van Kleef |  |  |  |  |  |  |  |  |  |  |  |  |  |  |  |  |  |  |  |  |
| | | | | | |  |  | | | | | | |  |  |  |  | Gerard II Flamens rond 1000 - voor 1052 mogelijk een dochter Van Hamaland verm. 1042 als 'Gerardus Flamens (geen graaf)                                                                            | Gerard II Flamens rond 1000 - voor 1052 mogelijk een dochter Van Hamaland verm. 1042 als 'Gerardus Flamens (geen graaf)                                                                            | Gerard II Flamens rond 1000 - voor 1052 mogelijk een dochter Van Hamaland verm. 1042 als 'Gerardus Flamens (geen graaf)                                                                            | Gerard II Flamens rond 1000 - voor 1052 mogelijk een dochter Van Hamaland verm. 1042 als 'Gerardus Flamens (geen graaf)                                                                            | Gerard II Flamens rond 1000 - voor 1052 mogelijk een dochter Van Hamaland verm. 1042 als 'Gerardus Flamens (geen graaf)                                                                            | Gerard II Flamens rond 1000 - voor 1052 mogelijk een dochter Van Hamaland verm. 1042 als 'Gerardus Flamens (geen graaf)                                                                            |                                              |  |  |  |                                                 |                                                 | uitgestorven in 1368                                                                  | uitgestorven in 1368                                                                  | uitgestorven in 1368                                                                  | uitgestorven in 1368                                                                  | uitgestorven in 1368                                                                  | uitgestorven in 1368                                                                  |  |  |  |  |  |  |  |  |  |  |  |  |  |  |  |  |  |  |  |  |
| | | | | | |  |  | | | | | | |  |  |  |  | Gerard II Flamens rond 1000 - voor 1052 mogelijk een dochter Van Hamaland verm. 1042 als 'Gerardus Flamens (geen graaf)                                                                            | Gerard II Flamens rond 1000 - voor 1052 mogelijk een dochter Van Hamaland verm. 1042 als 'Gerardus Flamens (geen graaf)                                                                            | Gerard II Flamens rond 1000 - voor 1052 mogelijk een dochter Van Hamaland verm. 1042 als 'Gerardus Flamens (geen graaf)                                                                            | Gerard II Flamens rond 1000 - voor 1052 mogelijk een dochter Van Hamaland verm. 1042 als 'Gerardus Flamens (geen graaf)                                                                            | Gerard II Flamens rond 1000 - voor 1052 mogelijk een dochter Van Hamaland verm. 1042 als 'Gerardus Flamens (geen graaf)                                                                            | Gerard II Flamens rond 1000 - voor 1052 mogelijk een dochter Van Hamaland verm. 1042 als 'Gerardus Flamens (geen graaf)                                                                            |                                              |  |  |  |                                                 |                                                 | uitgestorven in 1368                                                                  | uitgestorven in 1368                                                                  | uitgestorven in 1368                                                                  | uitgestorven in 1368                                                                  | uitgestorven in 1368                                                                  | uitgestorven in 1368                                                                  |  |  |  |  |  |  |  |  |  |  |  |  |  |  |  |  |  |  |  |  |
| | | | | | |  |  | | | | | | |  |  |  |  | | | | | | |                                              |  |  |  |                                                 |                                                 |                                                                                       |                                                                                       |                                                                                       |                                                                                       |                                                                                       |                                                                                       |  |  |  |  |  |  |  |  |  |  |  |  |  |  |  |  |  |  |  |  |
| | | | | | |  |  | Gerard III Flamens ca. 1025 - voor 1076 ? dochter Hendrik I van Leuven                                             | Gerard III Flamens ca. 1025 - voor 1076 ? dochter Hendrik I van Leuven                                             | Gerard III Flamens ca. 1025 - voor 1076 ? dochter Hendrik I van Leuven                                             | Gerard III Flamens ca. 1025 - voor 1076 ? dochter Hendrik I van Leuven                                             | Gerard III Flamens ca. 1025 - voor 1076 ? dochter Hendrik I van Leuven                                             | Gerard III Flamens ca. 1025 - voor 1076 ? dochter Hendrik I van Leuven                                             |  |  |  |  | Diederik I van Heinsberg (Flamens) rond 1030 - 1082 NN gen. Dirk 'van de Veluwe' (gouw)graaf van de Veluwe                                                                                         | Diederik I van Heinsberg (Flamens) rond 1030 - 1082 NN gen. Dirk 'van de Veluwe' (gouw)graaf van de Veluwe                                                                                         | Diederik I van Heinsberg (Flamens) rond 1030 - 1082 NN gen. Dirk 'van de Veluwe' (gouw)graaf van de Veluwe                                                                                         | Diederik I van Heinsberg (Flamens) rond 1030 - 1082 NN gen. Dirk 'van de Veluwe' (gouw)graaf van de Veluwe                                                                                         | Diederik I van Heinsberg (Flamens) rond 1030 - 1082 NN gen. Dirk 'van de Veluwe' (gouw)graaf van de Veluwe                                                                                         | Diederik I van Heinsberg (Flamens) rond 1030 - 1082 NN gen. Dirk 'van de Veluwe' (gouw)graaf van de Veluwe                                                                                         |                                              |  |  |  | Willem Hendrik 1054 - 1076 bisschop van Utrecht | Willem Hendrik 1054 - 1076 bisschop van Utrecht | Willem Hendrik 1054 - 1076 bisschop van Utrecht                                       | Willem Hendrik 1054 - 1076 bisschop van Utrecht                                       | Willem Hendrik 1054 - 1076 bisschop van Utrecht                                       | Willem Hendrik 1054 - 1076 bisschop van Utrecht                                       |                                                                                       |                                                                                       |  |  |  |  |  |  |  |  |  |  |  |  |  |  |  |  |  |  |  |  |
| | | | | | |  |  | Gerard III Flamens ca. 1025 - voor 1076 ? dochter Hendrik I van Leuven                                             | Gerard III Flamens ca. 1025 - voor 1076 ? dochter Hendrik I van Leuven                                             | Gerard III Flamens ca. 1025 - voor 1076 ? dochter Hendrik I van Leuven                                             | Gerard III Flamens ca. 1025 - voor 1076 ? dochter Hendrik I van Leuven                                             | Gerard III Flamens ca. 1025 - voor 1076 ? dochter Hendrik I van Leuven                                             | Gerard III Flamens ca. 1025 - voor 1076 ? dochter Hendrik I van Leuven                                             |  |  |  |  | Diederik I van Heinsberg (Flamens) rond 1030 - 1082 NN gen. Dirk 'van de Veluwe' (gouw)graaf van de Veluwe                                                                                         | Diederik I van Heinsberg (Flamens) rond 1030 - 1082 NN gen. Dirk 'van de Veluwe' (gouw)graaf van de Veluwe                                                                                         | Diederik I van Heinsberg (Flamens) rond 1030 - 1082 NN gen. Dirk 'van de Veluwe' (gouw)graaf van de Veluwe                                                                                         | Diederik I van Heinsberg (Flamens) rond 1030 - 1082 NN gen. Dirk 'van de Veluwe' (gouw)graaf van de Veluwe                                                                                         | Diederik I van Heinsberg (Flamens) rond 1030 - 1082 NN gen. Dirk 'van de Veluwe' (gouw)graaf van de Veluwe                                                                                         | Diederik I van Heinsberg (Flamens) rond 1030 - 1082 NN gen. Dirk 'van de Veluwe' (gouw)graaf van de Veluwe                                                                                         |                                              |  |  |  | Willem Hendrik 1054 - 1076 bisschop van Utrecht | Willem Hendrik 1054 - 1076 bisschop van Utrecht | Willem Hendrik 1054 - 1076 bisschop van Utrecht                                       | Willem Hendrik 1054 - 1076 bisschop van Utrecht                                       | Willem Hendrik 1054 - 1076 bisschop van Utrecht                                       | Willem Hendrik 1054 - 1076 bisschop van Utrecht                                       |                                                                                       |                                                                                       |  |  |  |  |  |  |  |  |  |  |  |  |  |  |  |  |  |  |  |  |
| | | | | | |  |  | | | | | | |  |  |  |  | | | | | | |                                              |  |  |  |                                                 |                                                 |                                                                                       |                                                                                       |                                                                                       |                                                                                       |                                                                                       |                                                                                       |  |  |  |  |  |  |  |  |  |  |  |  |  |  |  |  |  |  |  |  |
| Gerard IV Flamens gen. Gerard 'de Lange' ca. 1068 - 1129 Sophia N Clementia van Gleiberg vanaf 1096 graaf Gerard I van Gelre | Gerard IV Flamens gen. Gerard 'de Lange' ca. 1068 - 1129 Sophia N Clementia van Gleiberg vanaf 1096 graaf Gerard I van Gelre | Gerard IV Flamens gen. Gerard 'de Lange' ca. 1068 - 1129 Sophia N Clementia van Gleiberg vanaf 1096 graaf Gerard I van Gelre | Gerard IV Flamens gen. Gerard 'de Lange' ca. 1068 - 1129 Sophia N Clementia van Gleiberg vanaf 1096 graaf Gerard I van Gelre | Gerard IV Flamens gen. Gerard 'de Lange' ca. 1068 - 1129 Sophia N Clementia van Gleiberg vanaf 1096 graaf Gerard I van Gelre | Gerard IV Flamens gen. Gerard 'de Lange' ca. 1068 - 1129 Sophia N Clementia van Gleiberg vanaf 1096 graaf Gerard I van Gelre |  |  | Hendrik van Kriekenbeek † voor 1124 verm. vanaf 1082 niet als graaf graaf van Kriekenbeek volgens Annales Rodenses | Hendrik van Kriekenbeek † voor 1124 verm. vanaf 1082 niet als graaf graaf van Kriekenbeek volgens Annales Rodenses | Hendrik van Kriekenbeek † voor 1124 verm. vanaf 1082 niet als graaf graaf van Kriekenbeek volgens Annales Rodenses | Hendrik van Kriekenbeek † voor 1124 verm. vanaf 1082 niet als graaf graaf van Kriekenbeek volgens Annales Rodenses | Hendrik van Kriekenbeek † voor 1124 verm. vanaf 1082 niet als graaf graaf van Kriekenbeek volgens Annales Rodenses | Hendrik van Kriekenbeek † voor 1124 verm. vanaf 1082 niet als graaf graaf van Kriekenbeek volgens Annales Rodenses |  |  |  |  | Gozewijn I van Heinsberg verm. vanaf 1085 - † 1128 Oda van Walbeck 1119 de castello Falcomonte door huwelijk Heer van Valkenburg stamvader Huis Heinsberg/Valkenburg                               | Gozewijn I van Heinsberg verm. vanaf 1085 - † 1128 Oda van Walbeck 1119 de castello Falcomonte door huwelijk Heer van Valkenburg stamvader Huis Heinsberg/Valkenburg                               | Gozewijn I van Heinsberg verm. vanaf 1085 - † 1128 Oda van Walbeck 1119 de castello Falcomonte door huwelijk Heer van Valkenburg stamvader Huis Heinsberg/Valkenburg                               | Gozewijn I van Heinsberg verm. vanaf 1085 - † 1128 Oda van Walbeck 1119 de castello Falcomonte door huwelijk Heer van Valkenburg stamvader Huis Heinsberg/Valkenburg                               | Gozewijn I van Heinsberg verm. vanaf 1085 - † 1128 Oda van Walbeck 1119 de castello Falcomonte door huwelijk Heer van Valkenburg stamvader Huis Heinsberg/Valkenburg                               | Gozewijn I van Heinsberg verm. vanaf 1085 - † 1128 Oda van Walbeck 1119 de castello Falcomonte door huwelijk Heer van Valkenburg stamvader Huis Heinsberg/Valkenburg                               |                                              |  |  |  | Gerard van Heinsberg                            | Gerard van Heinsberg                            | Gerard van Heinsberg                                                                  | Gerard van Heinsberg                                                                  | Gerard van Heinsberg                                                                  | Gerard van Heinsberg                                                                  |                                                                                       |                                                                                       |  |  |  |  |  |  |  |  |  |  |  |  |  |  |  |  |  |  |  |  |